# مردی که زن‌ها را دوست داشت (فیلم ۱۹۸۳)
مردی که زن‌ها را دوست داشت (انگلیسی: The Man Who Loved Women) فیلمی در ژانر کمدی رمانتیک و کمدی-درام به کارگردانی بلیک ادواردز است که در سال ۱۹۸۳ منتشر شد. برت رینولدز در این فیلم نقش اول را بازی می‌کند.
این فیلم دوباره‌سازی یک فیلم فرانسوی به همین نام است (به فرانسوی: L'Homme qui aimait les femmes). موضوع این فیلم رابطه‌های یک مرد هنرمند پیکرتراش با جنس مخالف است که از دیدگاه روانکاو او روایت می‌شود. این روانکاو نیز به جمع عشاق این مرد می‌پیوندد. عشق این مرد به زن‌ها سرانجام مرگ او را رقم می‌زند.

## داستان
در صحنه‌های نخستین فیلم، لشکری از زنان سوگوار در حال حرکت به سمت قبر مردی هستند که به تازگی بر اثر تصادف فوت کرده‌است.
صحنه‌های بعدی اما این‌گونه آغاز می‌شود:

دیوید فاولر (رینولدز) یک پیکرتراش موفق است که سبک زندگی سریع و آزادش بحران میانسالی وخیمی برایش به‌وجود آورده و اشتهای سیری‌ناپذیر او برای دوست شدن با زنان مختلف مانعی شده‌است برای ادامه جریان عادی زندگی اجتماعی و کاری او. تلاش‌های او برای شکستن این دور باطل، او را وادار به رفتن نزد روانکاو می‌کند؛ روانکاوی جذاب به نام ماریانا (اندروز). با هدف بازگشت به روند عادی زندگی، دیوید ناچار است همه چیز را برای ماریانا توضیح بدهد، از نخستین تجربیات جنسی‌اش گرفته تا رابطه جنسی او با لوئیز، همسر زیبای یک میلیونر تگزاسی که علاقه داشت با دیوید در امکان عمومی و پرریسک سکس داشته باشد. یک بار هم دیوید تنها پاهای زیبای زنی را دید ولی صورتش را نه، و جستجوهای او برای پیدا کردن این زن به آشنایی‌اش با زن دیگری به نام آگنس انجامید … دیوید سرانجام عاشق روانکاو خود می‌شود و بعدها زمانی که لاس زدن خود را با یک زن در خیابان قطع می‌کند تا به دنبال زن دیگری با پاهای زیبا در آن‌سوی خیابان بدود تصادف کرده و به بیمارستان می‌افتد. در بیمارستان، دیوید، در حالی نزار و گچ‌گرفته، وقتی که می‌خواست به‌زور از جا بلند شده و با پرستار زیبای خود لاسی بزند از تخت می‌افتد و بر اثر قطع شدن سیم‌های دستگاه‌های حیاتی جان می‌دهد. در مراسم ترحیم او لشکری از زنان عاشق بر سر قبر او حاضر می‌شوند.

## بازیگران
- برت رینولدز
- جولی اندروز
- کیم بسینگر
- مریلو هنر
- جنیفر ادواردز
- سلا وارد
- دنیس کرازبی
- بری کوربین
- ریجیس فیلبین
- جیل کرول
- مارچلین برتراند
- سینتیا سایکس